# Erla (Hiszpania)
Erla – gmina w Hiszpanii, w prowincji Saragossa, w Aragonii, o powierzchni 18,96 km². W 2011 roku gmina liczyła 400 mieszkańców.